# Flemingia macrophylla
Espèce
Synonymes
- Crotalaria macrophylla Willd.
- Flemingia angustifolia Roxb.
- Flemingia bhottea Buch.-Ham.
- Flemingia capitata Buch.-Ham.
- Flemingia congesta Roxb. ex W. T. Aiton
- Flemingia latifolia Benth.
- Flemingia nana Roxb.
- Flemingia prostrata Roxb.
- Flemingia semialata W.T.Aiton
- Moghania cumingiana (Benth.) Kuntze
- Moghania macrophylla (Willd.) Kuntze
- Moghania semialata (W.T.Aiton) Mukerjee

Flemingia macrophylla est une espèce de plantes à fleurs du genre Flemingia et de la famille des Fabaceae. C'est un arbrisseau ligneux originaire d'Asie. Cette plante polyvalente est largement utilisée pour l'agriculture, l'amélioration des cultures, le fourrage, les teintures et à diverses fins thérapeutiques. C'est peut-être l'espèce de Flemingia la plus polyvalente en termes d'adaptation, d'applications médicinales et agricoles.
C'est une plante originaire des régions tropicales et subtropicales subhumides à humides où les précipitations annuelles moyennes sont généralement de 1100 à 3500 mm avec jusqu'à 6 mois secs, à des altitudes allant jusqu'à 2000 m au-dessus du niveau de la mer. Ainsi, son habitat naturel est l'Asie, y compris le Bhoutan, le sud de la Chine, le Cambodge, l'Inde, l'Indonésie, le Laos, la Birmanie, la Malaisie, le Népal, le nord du Pakistan, la Papouasie-Nouvelle-Guinée, les Philippines, le Sri Lanka, Taïwan, la Thaïlande et le Vietnam. Elle a été cultivée et naturalisée en Afrique subsaharienne (comme en Côte d'Ivoire, au Ghana, au Nigeria, au Cameroun), en Amérique centrale et du Sud (par exemple au Costa Rica, au Panama, en Colombie) et en Australie tropicale,,.
La plante est connue sous plusieurs noms vernaculaires tels que apa apa, hahapaan, pok kepokan (Indonésie) ; serengan jantan, beringan (Malaisie); laclay-guinan, gewawini, malabalatong (Philippines); h'öm sa:m müang, thwàx h'è: h'üad, thwàx h'üad (lao/sino-tibétain); mahae-nok, khamin naang, khamin ling (Thaïlande); tóp mo'láto, cây dau ma, cai duoi chon, tosp mow lasto (Vietnam). Elle s'appelle en Arabe ورس (en) (wars), avec les variantes waras, wurs et wurus.

## Description
F. macrophylla est un arbrisseau ligneux, vivace, feuillu et à racines profondes. Il mesure environ 0,6 à 2,4 m de haut (rarement 3 m). La tige principale est prostrée ou dressée, avec de nombreuses tiges issues d'une seule base. Les jeunes branches sont verdâtres, côtelées, de section triangulaire et soyeuses, tandis que les vieilles tiges sont brunes et de section presque ronde. Les feuilles sont trifoliées. Les folioles sont papyracées, avec une face supérieure glabre. Les inflorescences sont des grappes, épis ou panicules denses, et les bractées sont foliacées ou sèches, persistantes ou caduques. Les gousses sont petites et brunissent en mûrissant ; elles sont déhiscentes, généralement avec deux graines noires brillantes chacune. Les graines sont globuleuses, de 2–3 mm de diamètre, et noir brillant. Les feuilles sont disproportionnellement grandes, d'où le nom spécifique, macrophylla « grande feuille » (du grec makros « grand » et phyllon « feuille »),.

## Habitat et écologie
Son habitat naturel se situe souvent dans des endroits ombragés, broussailles, bois, pelouses, lisières de forêts-galeries, etc. Les arbustes sont surtout observés sous les arbres le long des cours d'eau et dans des pelouses, sur sols argileux et latéritiques. La plante tolère une ombre légère et est modérément capable de survivre aux incendies. Elle peut tolérer des périodes de sécheresse assez longues et est capable de survivre sur des sols très mal drainés et gorgés d'eau. Elle peut bien pousser sur une grande variété de sols dans une plage de pH de 4 à 8. Elle nécessite une pluviométrie minimale d'environ 1 100 mm, et jusqu'à 3 500 mm/an pour une propagation normale, et est très tolérante à la sécheresse. Elle peut fleurir et fructifier toute l'année.

## Utilisations

### Agronomie
F. macrophylla est utilisé dans une variété de pratiques agricoles et de sous-produits. En raison du taux de décomposition lent de ses feuilles, ainsi que de sa croissance dense, de sa tolérance modérée à la sécheresse, de sa capacité à résister aux inondations occasionnelles et à sa capacité de recépage, il est couramment utilisé pour le paillage, le contrôle des mauvaises herbes et la protection du gazon. Il est le plus couramment utilisé dans les haies de contour pour le contrôle de l'érosion, souvent en association avec Desmodium cinereum. Les émondes sont utilisées comme paillis et comme engrais organique dans les systèmes de culture en couloirs,. La caractéristique la plus intéressante de l'espèce est probablement la résistance relative de ses feuilles à la décomposition. Il a été démontré expérimentalement que F. macrophylla est supérieur à Leucaena leucocephala comme paillis pour la production de banane plantain.
Il est également souvent utilisé pour ombrager les jeunes plants de caféier et de cacaoyer, pour la suppression des mauvaises herbes et l'enrichissement du sol dans les vergers, et pour fournir du bois de chauffage et des tuteurs pour les espèces grimpantes. Cependant, il est considéré comme un fourrage médiocre car ses feuilles ont une concentration élevée en fibres et en tanins condensés, et ne sont pas facilement consommées par le bétail. Cependant, il est utilisé comme complément alimentaire mélangé à des graminées et d'autres légumineuses, en particulier pendant la saison sèche lorsque les fourrages habituels sont rares.
En Inde, il est utilisé comme plante hôte de l'insecte Kerria lacca et est parfois associé à des cultures vivrières pendant sa période d'établissement. C'est également l'une des principales sources d'une poudre résineuse obtenue à partir des fruits de la plante et connue en arabe sous le nom ورس (en) (wars), avec les variantes waras, wurs et wurus. C'est une poudre grossière pourpre ou brun orangé, composée de poils glandulaires obtenus par friction sur des gousses sèches, et principalement utilisée pour teindre la soie en orange brillant ; le composé actif pour cela est la flémingine. En Arabie, la poudre est utilisée comme cosmétique.